# Lidingö köping
Lidingö köping var en köping och kommun i Stockholms län.

## Administrativ historik
Lidingö köping bildades 1910 genom en ombildning av Lidingö landskommun. Köpingen ombildades 1926 till Lidingö stad. Köpingens område ingår sedan 1971 i Lidingö kommun.
Köpingen tillhörde Lidingö församling.